# براندن داوسون
براندن داوسون (بالإنجليزية: Branden Dawson)‏ مواليد 1 فبراير 1993 في غاري، هو لاعب كرة سلة محترف أمريكي بدأ مسيرته الاحترافية في سنة 2015 حيث تم اختياره من قبل فريق نيو أورلينز بيليكانز خلال الدرافت، يلعب مع فريق لوس أنجلوس كليبرز في الرابطة الوطنية لكرة السلة ويحمل الرقم 22. يبلغ طوله 6 قدم 6 بوصة (2.0 م).

## روابط خارجية
- براندن داوسون على موقع إن بي أي (الإنجليزية)
- براندن داوسون على موقع الدوري التايواني الممتاز لكرة السلة (الصينية)
- براندن داوسون على موقع سبورتس رفرنس (الإنجليزية)
- براندن داوسون على موقع كرة السلة الأوروبية.كوم (الإنجليزية)
- براندن داوسون على موقع كرة السلة الأوروبية.كوم (الإنجليزية)
- براندن داوسون على موقع إي إس بي إن.كوم (الإنجليزية)
- براندن داوسون على موقع كلية كرة السلة في سبورتس رفرنس.كوم (الإنجليزية)
- براندن داوسون على موقع ريلجم (الإنجليزية)
- براندن داوسون على موقع بروبوليرز (الإنجليزية)
- براندن داوسون على موقع سبورتس رفرنس (الإنجليزية)